# Büchsenkartätsche

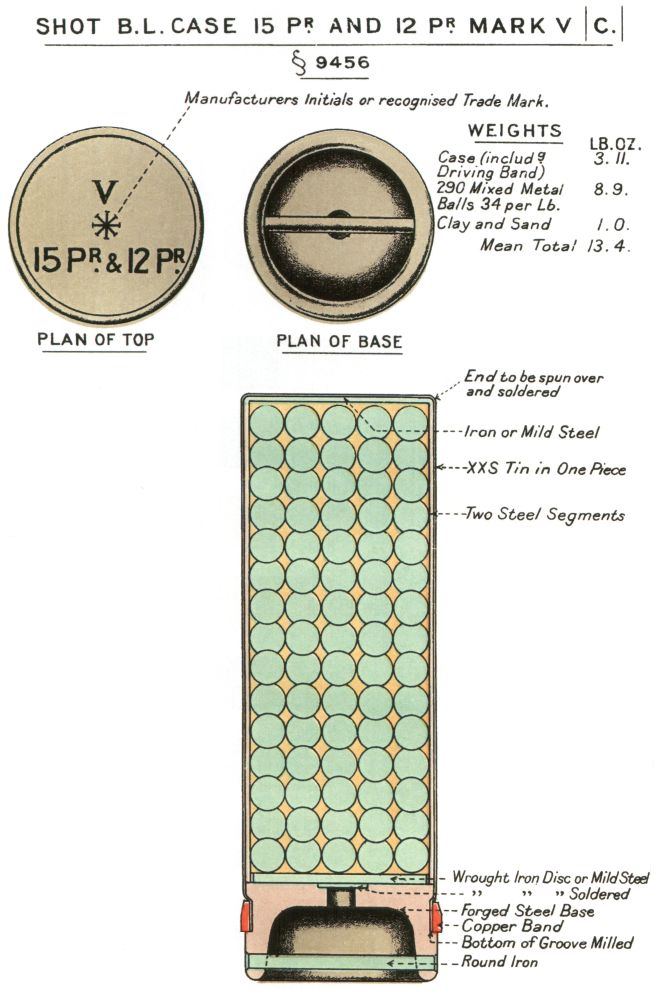
Britische Büchsenkartätsche, mit einer effektiven Reichweite von 275 m, aus dem Ersten Weltkrieg

Eine Büchsenkartätsche ist eine Kartätsche, welche aus einer zylindrischen Blechbüchse besteht (daher Büchsenkartätsche), die mit 50–250 g schweren Kugeln gefüllt und an den Enden durch starke Metallscheiben, Treibscheiben genannt, geschlossen ist. Die Büchsenkartätsche für glatte Geschütze hat außerdem einen hölzernen Kartätschspiegel zum Anbinden der Kartusche. Die Büchsenkartätsche enthält meist 40–60 Kugeln aus Hartblei oder einer Zink-Antimon-Legierung. Die Füllung der Büchse ist durch einen Einguss von geschmolzenem Schwefel festgelagert. Die wirksame Entfernung betrug höchstens 500 m.
Die Kartätsche hat seit der Vervollkommnung des Schrapnells (Granatkartätsche) Anfang des 20. Jahrhunderts sehr an Bedeutung verloren.